# 조도여객
조도여객은 전라남도 진도군 조도면 일대를 운행하는 진도군 농어촌버스 회사다.